# Cristóbal Bencomo y Rodríguez
Cristóbal Bencomo y Rodríguez (San Cristóbal de La Laguna, Tenerife, 30 de agosto de 1758 - Sevilla, 15 de abril de 1835) fue un sacerdote católico español. Confesor del rey Fernando VII.
Bencomo fue el impulsor de la creación de la Universidad de La Laguna (la primera de las Islas Canarias) y de la creación de la diócesis de San Cristóbal de La Laguna y la consecuente separación de las islas occidentales de Canarias en este nuevo obispado. Conocido por los muchos títulos reales y eclesiásticos que obtuvo, fue una de las personalidades más importantes de la Iglesia católica en España. Entre sus principales títulos figuran el de miembro del consejo y cámara de Castilla, Inquisidor general de España (cargo rechazado por él mismo), Gran Cruz de la Orden de Carlos III y arzobispo titular de Heraclea in partibus infidelium otorgado por el papa Pío VII.

## Biografía

### Primeros años
Cristóbal Bencomo nació en San Cristóbal de La Laguna en la isla de Tenerife el 30 de agosto de 1758. Sus padres eran Francisco Braulio Bencomo y Bárbara Rodríguez Fleitas.
Tuvo otros dos hermanos: Pedro José y Santiago Bencomo y Rodríguez. Los tres fueron destacados clérigos que contribuyeron en gran medida al establecimiento de la Universidad de San Fernando (actualmente la Universidad de La Laguna), impulsaron las obras de la Catedral de La Laguna y contribuyeron a la creación del Obispado de San Cristóbal de La Laguna. Los tres hermanos eran descendientes de Kebehi Benchomo, último mencey guanche del Menceyato de Taoro. Aunque de los tres, sería Cristóbal Bencomo quién tendría un papel decisivo en la erección de la universidad y el obispado.
Se cree que Cristóbal inició sus estudios bajo la tutela de los frailes franciscanos del Convento de San Miguel de las Victorias (actualmente el Real Santuario del Santísimo Cristo de La Laguna). Debido a que no pertenecía a la burguesía española decidió estudiar la carrera eclesiástica, que era en la época la que se consideraba más fructífera junto con la militar.
Cristóbal sobresalió en los estudios de filosofía y teología, con un amplio conocimiento de la lengua y literatura latina. Tras terminar sus estudios, el obispo de la diócesis de Canarias, fray Joaquín de Herrera de la Bárcena le confirió en 1790, la tonsura y el título de predicador, así como el nombramiento de maestro de pajes y sagradas ceremonias. Tras esto se trasladó a Madrid, buscando mejores expectativas laborales. Allí, se dedicó al estudio de la literatura y la lengua griega.

### Confesor del rey
El rey Carlos IV de España le nombró en 1793 maestro de filosofía y política de sus caballeros pajes, y posteriormente profesor de latinidad del príncipe de Asturias, con la dignidad de chantre de Plasencia. Posteriormente en 1780, Bencomo fue nombrado confesor del príncipe Fernando, con quien tendría una cierta complicidad.
Cuando Carlos IV y su hijo Fernando VII parten para Bayona a reunirse con Napoleón, Bencomo regresó por un tiempo a Tenerife hasta que en 1814 Fernando VII retornó a Madrid y reclamó la presencia en la corte de su confesor. El rey ordenó desplazar a la isla un navío de guerra con el solo propósito de trasladarlo de regreso a la corte con toda la pompa posible.
En 1815 el rey le confiere honores de miembro del consejo y cámara de Castilla y la Gran Cruz de la Real y distinguida Orden de Carlos III cuya insignia le fue puesta por el propio monarca en 1817. En este mismo año fue presentado por el monarca y preconizado arzobispo titular de Heraclea in partibus infidelium por el Papa Pío VII, siendo apadrinado en la consagración por el infante Carlos María Isidro de Borbón, quien le regaló un valioso pontifical.

### Creación de la Universidad y el Obispado Nivariense

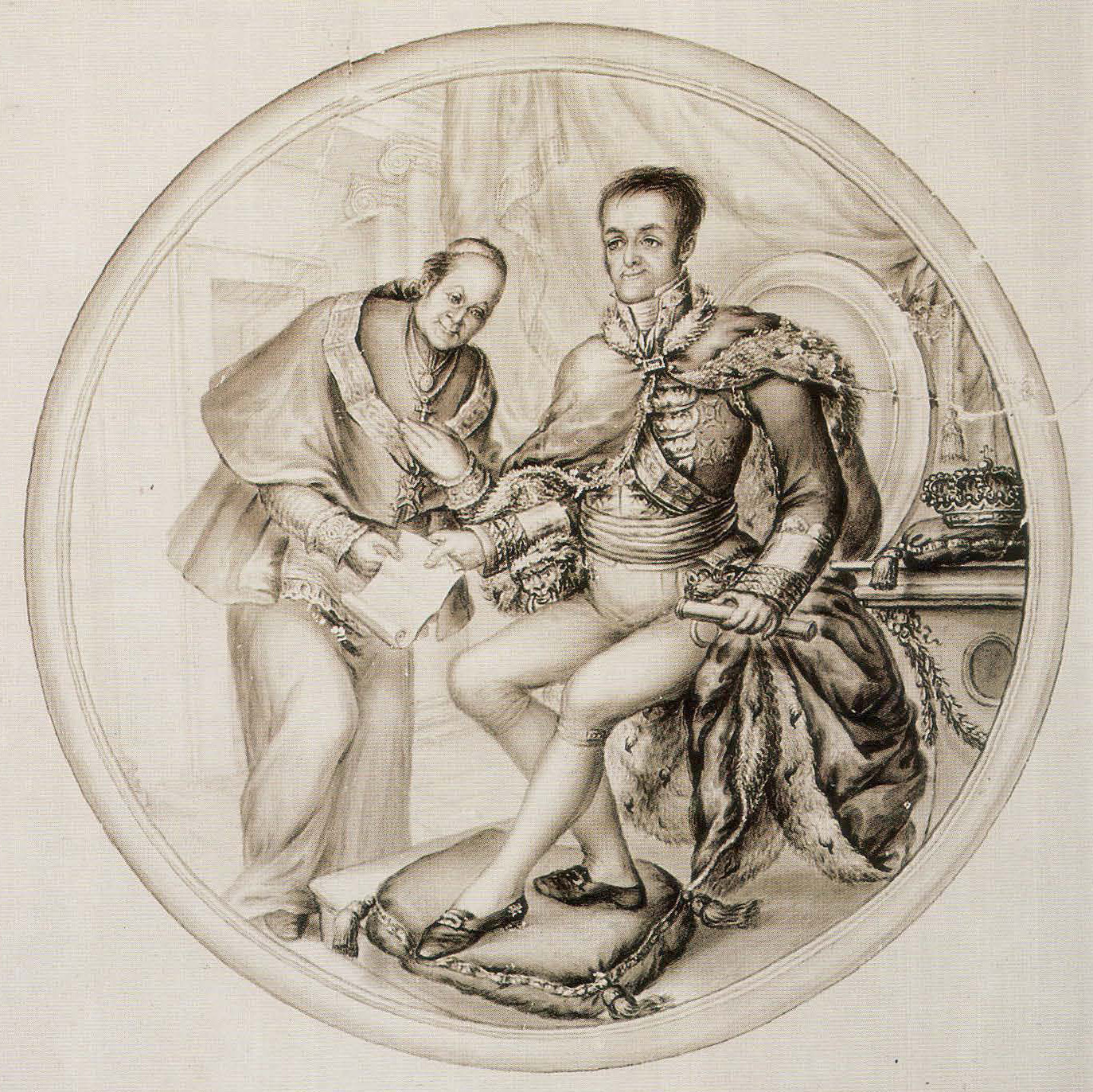
El Rey Fernando VII le entrega a Cristóbal Bencomo la bula papal de la creación de la Diócesis. Grabado de Juan Abreu, ca. 1830.

Cristóbal Bencomo y Rodríguez tuvo un decisivo papel en la creación de la primera universidad canaria, la Universidad Literaria de San Fernando de San Cristóbal de La Laguna (Universidad de La Laguna). Dicha institución sería creada por Real cédula en 1816. En dicho real decreto se resolvió «establecer en la Ciudad de San Cristóbal de La Laguna una Universidad con los mismos privilegios, exenciones y prerrogativas que gozan las demás de estos Reinos, y que dicha Universidad se denomine y llame Universidad de San Fernando».
Además, fue directamente el impulsor y benefactor de la creación de la diócesis de San Cristóbal de La Laguna. En 1818, en colaboración con el clero y las autoridades de Tenerife solicitó la creación de un nuevo obispado canario a la Santa Sede. El documento solicitatorio contaba con el apoyo pleno del rey Fernando VII. Era un documento llamado Instrucción de la Cámara de Castilla. El 1 de febrero de 1819 una bula papal aprobaba la división del obispado de Canarias en dos diócesis. Finalmente, entre febrero y diciembre de 1819 Vicente Román y Linares llevó a efecto la partición y creación de esta diócesis, ya que anteriormente la diócesis de Canarias era la que administraba todo el archipiélago. La diócesis de San Cristóbal de La Laguna engloba las islas de Tenerife, La Palma, La Gomera y El Hierro.
La importancia histórica que tuvo la creación de la diócesis de San Cristóbal de La Laguna y el papel fundamental que tuvo en la misma Cristóbal Bencomo, se justifica en el hecho de que los intentos de erigir una diócesis con sede en la isla de Tenerife se remontaban a principios del siglo XVI, inmediatamente después de la terminación de la conquista de Canarias por parte de la Corona de Castilla. De hecho, su primer impulsor fue Alonso Fernández de Lugo (conquistador de las islas de La Palma y Tenerife y «Primer Adelantado de las Islas Canarias»). Si bien la creación de la diócesis siempre sería denegada principalmente por la férrea oposición del entonces único obispo de Canarias y los miembros del Cabildo Catedral de Canarias que tenían su sede en la isla de Gran Canaria. Así, desde entonces y durante tres siglos se sucederían las peticiones del clero y la sociedad tinerfeña de erigir el ansiado obispado. Con la astucia de Cristóbal Bencomo y el apoyo de su inestimable benefactor, el rey Fernando VII, se conseguiría de manera relativamente rápida y sencilla la erección de la diócesis y la consecuente relación histórica de Bencomo con dicho proyecto eclesiástico.

### Últimos años y fallecimiento
En el año de 1818, Fernando VII lo nombra Inquisidor general de España, si bien, esta institución estaba en decadencia desde las Cortes de Cádiz. Bencomo rechazó este nombramiento, pues entendía que el Santo Oficio era una institución llamada a la desaparición, pues no contaba con la simpatía de la mayoría de los estamentos seglares y eclesiásticos. A partir de este momento, su influencia en la Corte española y en el Rey comenzó a decaer.
Bencomo, anciano y enfermo se trasladó a Sevilla con permiso del rey, en donde disfrutaba de la dignidad de arcediano de Carmona. En Sevilla prestó su ayuda a la población en casos de grandes calamidades públicas, como en una epidemia de cólera que azotó a la ciudad en 1823. Como prueba del reconocimiento de los sevillanos su retrato está expuesto junto a los de otros ilustres personajes en la biblioteca colombina de la Catedral de Sevilla, biblioteca situada en el Patio de los Naranjos.  
Cristóbal Bencomo y sus hermanos contribuyeron económicamente a la construcción de la fachada neoclásica de la Catedral de San Cristóbal de La Laguna y la biblioteca personal de Cristóbal la donó al obispado nivariense, el mismo que él había contribuido a crear. Además, Bencomo donó a la catedral dos reliquias: un trozo del manto de San Fernando y un hueso de Santiago el Menor.
Falleció en Sevilla el 15 de abril de 1835. Fue sepultado provisionalmente en la Catedral de Sevilla, en la capilla de Nuestra Señora de la Concepción la Grande, contigua a la Capilla Real. Allí permaneció hasta que en 1837 sus restos mortales fueron trasladados a la Catedral de La Laguna en su natal Tenerife.

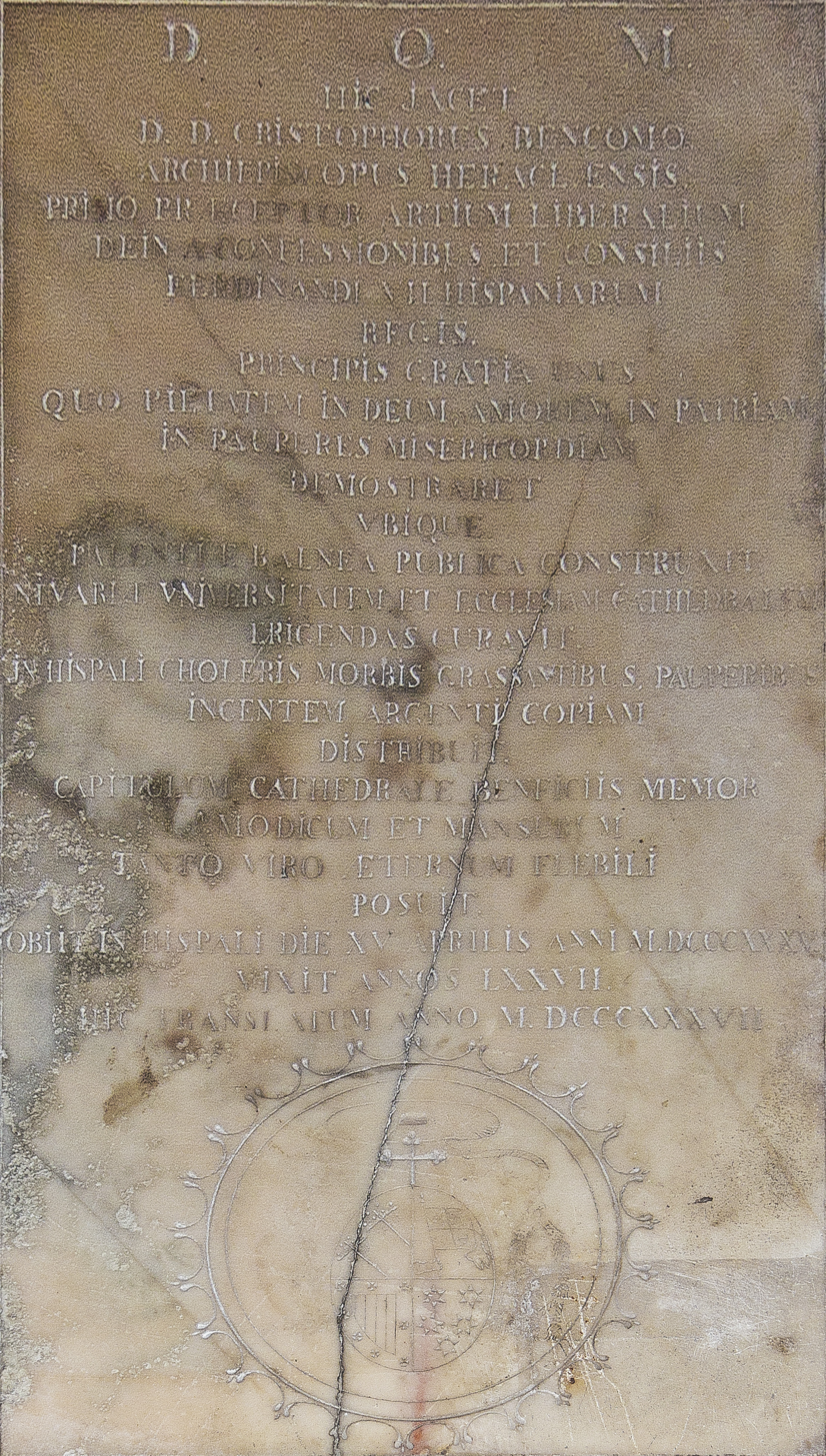
Lápida de la tumba de Cristóbal Bencomo en el lado derecho de la Capilla mayor de la Catedral de La Laguna.

## Sus hermanos
Los dos hermanos de Cristóbal Bencomo fueron también dos de los clérigos más influyentes de la historia canaria.
Su hermano Pedro José (1749-1828), que era canónigo de la Catedral de Santa Ana en Las Palmas de Gran Canaria se convirtió posteriormente en el primer deán de Tenerife, tras la creación de la diócesis. Además, Pedro José fue comisionado regio conjuntamente con Don Alonso de Nava y Grimón, para el establecimiento de la Universidad de San Fernando de la cual fue su primer rector.
Santiago Bencomo y Rodríguez (1754-1818), también fue deán de la Catedral de Santa Ana de Las Palmas y canónigo de la misma. Además tuvo los títulos de caballero pensionado de la Real y distinguida Orden de Carlos III, obispo electo de Astorga y doctor en sagrada teología. Existe un pasaje anecdótico en su biografía que relata que siendo canónigo de la Catedral de Santa Ana, sucedió que en 1810 se desató en las islas una epidemia de fiebre amarilla y todas las autoridades políticas, militares y eclesiásticas de Las Palmas de Gran Canaria huyeron de la ciudad y se refugiaron en el interior de la isla de Gran Canaria. Sin embargo, Bencomo se mantuvo en su puesto prestando ayuda a los afectados.

## Legado
Cristóbal Bencomo y Rodríguez hombre de gran cultura, es el gran artífice del establecimiento de la primera institución universitaria de las Islas Canarias, con sede en su ciudad natal, San Cristóbal de La Laguna, ciudad que fue por lo tanto equiparada a las grandes ciudades del Reino de España que también contaban con prestigiosas universidades, tal es el caso de quizás la más famosa de España, la Universidad de Salamanca.
En su faceta de impulsor de la creación de la diócesis, supuso ser el promotor de la independencia eclesiástica de la isla de Tenerife y de las islas occidentales de Canarias respecto al obispado único con sede en Las Palmas de Gran Canaria, lo cual, en términos generales ha sido considerado como un hecho beneficioso por las islas de la Diócesis de San Cristóbal de La Laguna y especialmente por la sociedad y los clérigos de la isla de Tenerife. 
Sin embargo, este hecho también se ha rodeado de controversia, pues precisamente la creación de dicho obispado ha sido considerado como el elemento iniciador del denominado "Pleito insular", esto es, el enfrentamiento protagonizado a lo largo de los últimos siglos por la burguesía de las islas de Tenerife y Gran Canaria por la hegemonía económica, política e institucional dentro del archipiélago canario. Si bien, otros consideran que el citado pleito comenzó mucho antes, concretamente con la colaboración del caudillo aborigen grancanario Tenesor Semidán (Fernando Guanarteme) en la conquista de Tenerife.

## Obras
En su faceta literaria, es autor de varias obras:
- Instituciones Filosóficas para la enseñanza del Príncipe
- Carta a una señorita que le participó su estado de matrimonio (1804)
- Informe presentado a S.M. sobre el establecimiento de la Universidad en Canarias (1816)

Además, Cristóbal Bencomo tradujo del griego el Nuevo Testamento, Sueño de Luciano y Tabla de Cebes. También escribió varias cartas doctrinales.